# Abel Ruiz
Abel Ruiz Ortega (Almusafes, Valencia, 28 de enero de 2000) es un futbolista español que juega como delantero en el Girona F. C. de la Primera División de España.
En abril de 2017 se convirtió en el primer jugador nacido en el 2000 que debutaba en las categorías profesionales del F. C. Barcelona.

## Trayectoria
Fichó por las categorías inferiores del F. C. Barcelona en 2012, procedente del Valencia C. F. El 21 de noviembre de 2016, renovó su contrato con el club hasta 2019.
El 9 de abril de 2017, aún en edad juvenil, Ruiz debutó con el F. C. Barcelona "B", sustituyendo a Jesús Alfaro Ligero en la victoria a domicilio por 2 - 0 frente al C. F. Badalona de Segunda División B. Su debut en categoría profesional se produjo el 28 de agosto de este mismo año, sustituyendo a David Concha en la derrota por 0–3 frente al C. D. Tenerife de Segunda División.
Abel Ruiz debutó con el primer equipo del F. C. Barcelona el 7 de marzo de 2018, en la final de la Supercopa de Catalunya contra el R. C. D. Espanyol, que su equipo ganó tras marcar Abel el último penalti de la tanda. Su debut en partido oficial se produjo el 12 de mayo de 2019 en un encuentro de LaLiga ante el Getafe C. F. que terminaría con victoria 2-0 para los azulgrana.
En enero de 2020 continuaría su carrera en el Sporting de Braga, después de que el club portugués llegase a un acuerdo para la cesión con obligación de compra del futbolista, cifrada en 8 millones de euros. Estuvo cuatro años y medio en los que marcó 38 en los 189 partidos disputados y ganó una Copa y una Copa de la Liga de Portugal.
El 27 de junio de 2024 se hizo oficial su vuelta a España tras ser traspasado al Girona F. C., con el que firmó por cinco temporadas, a cambio de 9 millones de euros y un 10% de la plusvalía de una futura venta.

## Selección nacional
Abel debutó con España sub-17 el 25 de octubre de 2015, en un partido de fase de clasificación del Campeonato Europeo de la UEFA contra Andorra, marcando su primer gol como internacional. Más tarde, fue convocado para la fase final de esta competición, celebrada en Azerbaiyán en mayo de 2016, a pesar de tener un año menos que sus compañeros. La sub-17 cayó en la final ante Portugal en la tanda de penaltis y Abel acabó como segundo máximo goleador de la competición con 4 goles, y fue incluido entre los 10 mejores jugadores del torneo.
En 2017 Abel ganó el Campeonato de Europa sub-17 de la UEFA en Croacia como capitán.
El 8 de junio de 2021 debutó con la absoluta en un amistoso ante Lituania que finalizó con triunfo español por 4-0.
En la Eurocopa Sub-21 de 2023 marcó el gol más rápido de la historia de las Eurocopas de dicha categoría.

## Estadísticas

### Clubes
| Club                         | Div.          | Temporada     | Liga  | Liga  | Copas nacionales | Copas nacionales | Copas internacionales | Copas internacionales | Total | Total |
| Club                         | Div.          | Temporada     | Part. | Goles | Part.            | Goles            | Part.                 | Goles                 | Part. | Goles |
| ---------------------------- | ------------- | ------------- | ----- | ----- | ---------------- | ---------------- | --------------------- | --------------------- | ----- | ----- |
| F. C. Barcelona "B" · España | 2.ª B         | 2016-17       | 2     | 0     | ―                | ―                | ―                     | ―                     | 2     | 0     |
| F. C. Barcelona "B" · España | 2.ª           | 2017-18       | 26    | 3     | ―                | ―                | ―                     | ―                     | 26    | 3     |
| F. C. Barcelona "B" · España | 2.ª B         | 2018-19       | 21    | 3     | ―                | ―                | ―                     | ―                     | 21    | 3     |
| F. C. Barcelona · España     | 1.ª           | 2018-19       | 1     | 0     | 0                | 0                | 0                     | 0                     | 1     | 0     |
| F. C. Barcelona · España     | Total club    | Total club    | 1     | 0     | 0                | 0                | 0                     | 0                     | 1     | 0     |
| F. C. Barcelona "B" · España | 2.ª B         | 2019-20       | 19    | 3     | ―                | ―                | ―                     | ―                     | 19    | 3     |
| F. C. Barcelona "B" · España | Total club    | Total club    | 68    | 9     | 0                | 0                | 0                     | 0                     | 68    | 9     |
| S. C. Braga Portugal         | 1.ª           | 2019-20       | 6     | 1     | ―                | ―                | 2                     | 1                     | 8     | 2     |
| S. C. Braga Portugal         | 1.ª           | 2020-21       | 25    | 3     | 10               | 8                | 4                     | 0                     | 39    | 11    |
| S. C. Braga Portugal         | 1.ª           | 2021-22       | 28    | 2     | 5                | 0                | 10                    | 3                     | 43    | 5     |
| S. C. Braga Portugal         | 1.ª           | 2022-23       | 34    | 8     | 9                | 3                | 8                     | 1                     | 51    | 12    |
| S. C. Braga Portugal         | 1.ª           | 2023-24       | 30    | 6     | 7                | 1                | 11                    | 1                     | 48    | 8     |
| S. C. Braga Portugal         | Total club    | Total club    | 123   | 20    | 31               | 12               | 35                    | 6                     | 189   | 38    |
| Girona F. C. · España        | 1.ª           | 2024-25       | 23    | 4     | 1                | 0                | 3                     | 0                     | 27    | 4     |
| Girona F. C. · España        | Total club    | Total club    | 23    | 4     | 1                | 0                | 3                     | 0                     | 27    | 4     |
| Total carrera                | Total carrera | Total carrera | 215   | 33    | 32               | 12               | 38                    | 6                     | 285   | 51    |
| 1. 2.                        |               |               |       |       |                  |                  |                       |                       |       |       |

### Hat-tricks
| Partidos en los que anotó tres o más goles | Partidos en los que anotó tres o más goles | Partidos en los que anotó tres o más goles | Partidos en los que anotó tres o más goles | Partidos en los que anotó tres o más goles | Partidos en los que anotó tres o más goles | Partidos en los que anotó tres o más goles | Partidos en los que anotó tres o más goles |
| #                                          | Fecha                                      | Lugar                                      | Equipo                                     | Rival                                      | Goles                                      | Resultado                                  | Competición                                |
| ------------------------------------------ | ------------------------------------------ | ------------------------------------------ | ------------------------------------------ | ------------------------------------------ | ------------------------------------------ | ------------------------------------------ | ------------------------------------------ |
| 1                                          | 24 de septiembre de 2016                   | Stangmore Park, Dungannon                  | España sub-17                              | Eslovaquia sub-17                          | Gol · Gol · Gol                            | 0 - 6                                      | Clasificación Europeo Sub-17 2017          |
| 2                                          | 30 de junio de 2018                        | Estadi Municipal, Reus                     | España sub-18                              | Italia sub-18                              | Gol · Gol · Gol                            | 2 - 3                                      | Juegos Mediterráneos 2018                  |

## Palmarés

### Títulos nacionales
| Título                      | Club            | País     | Año  |
| --------------------------- | --------------- | -------- | ---- |
| Primera División de España  | F. C. Barcelona | España   | 2019 |
| Copa de Portugal            | S. C. Braga     | Portugal | 2021 |
| Copa de la Liga de Portugal | S. C. Braga     | Portugal | 2024 |

### Títulos internacionales
| Título                  | Club (*)                    | Sede    | Año  |
| ----------------------- | --------------------------- | ------- | ---- |
| Eurocopa Sub-17         | España                      | Croacia | 2017 |
| Liga Juvenil de la UEFA | F. C. Barcelona Juvenil "A" | Suiza   | 2018 |
| Juegos Mediterráneos    | España                      | España  | 2018 |
| Eurocopa Sub-19         | España                      | Armenia | 2019 |
| Juegos Olímpicos        | España                      | París   | 2024 |

(*) Incluyendo la selección.

### Distinciones individuales
| Distinción | Año       |
| --- | --------- |
| Bota de plata en el Campeonato de Europa Sub-17 de la UEFA 2016                                                                      | 2016      |
| Máximo goleador histórico en la fase final del Europeo sub-17 de la UEFA (8 goles), empatado con Amine Gouiri y Odsonne Edouard (8). | 2015-2017 |
| Máximo goleador histórico en el Campeonato de Europa sub-17 de la UEFA con 16 goles, empatado con José Gomes (16)                    | 2015-2017 |
| Máximo goleador histórico de la selección española sub-17 con 27 goles.                                                              | 2017      |
| Seleccionado en el Once de Oro del Fútbol Draft.                                                                                     | 2020      |
| Distinción al Merito Deportivo de la Comunidad Valenciana                                                                            | 2024      |